# Transformers: Victory
Transformers: Victory (jap. (戦え!超ロボット生命体 トランスフォーマーV Tatakae! Chō Robot Seimeitai Transformers Victory, Fight! Super Robot Lifeform Transformers: Victory) – japoński serial animowany z serii Transformers wyprodukowany przez Toei Animation, wyemitowany w roku 1989. Jest to spin off oryginalnej serii Transformers jak i jednocześnie ostatni kompletny serial animowany z tzw. ery "Generacji 1" (ang. Generation 1).

## Fabuła
Akcja serialu rozgrywa się w roku 2025. Opowiada historię nowego przywódcy Autobotów, Star Sabera, który to został namaszczony przez poprzedniego przywódcę God Ginraia. Głównym ludzkim towarzyszem jest Jan Minakaze, którego biologiczny ojciec zginął w wyniku ataku Decepticonów i traktuje nowego dowódcę jak własnego opiekuna. Star Saber ma na celu pokonanie wielkiego wodza i przywódcę Decepticonów Deathsaurusa (inaczej Deszarasa), który pragnie ziemskiej energii, w celu aktywacji swojej fortecy leżącej w Dark Nebula, która pomogłaby mu zniszczyć Planetę Ziemię. Jego celem jest także zabicie Star Sabera i zostanie nowym przywódcą całego wszechświata. Służą mu dwa oddziały Decepticonów; Breastforce i Dinoforce. W trakcie trwania serii poprzedni przywódca Autobotów, God Ginrai zostaje poważnie ranny w walce z Deathsaurusem, po czym czego zostaje zmieniony w Victory Leo (robota mogącego zmienić się w uzbrojenie dla Star Sabera), który cechuje się większą siłą niż jego poprzednie wcielenie. W ostateczności Deathsaurus i Liokaiser (forma połączona członków oddziału Breastforce) zostają pokonani, a forteca zniszczona. Natomiast oddział Dinoforce postanowił naprawić swoje szkody i pomóc Ziemi.

## Serial
Podstawowa seria składa się z 32 głównych odcinków i 12 dodatkowych klipów (ostatnie sześć wydane tylko w Japonii), co daje łączną liczbę 44 odcinków. W przeciwieństwie do wielu innych seriali o Transformerach, nie jest on podzielony na sezony. W odróżnieniu do poprzednich serii (Headmasters i Super-God Masterforce) serial odrzuca podejście oparte na łuku fabularnym i ma bardziej epizodyczny charakter.

## Postacie
Obsada Transformers: Victory w niemal całości składa się z nowych postaci, które nie pojawiły się w zachodnich seriach. Niektóre z nich były oparte na projektach postaci dostępnych w formie zabawkowej w USA, ale przeważnie postacie z tego serialu to projekty przeznaczone wyłącznie na rynek japoński. Epizodyczne wystąpienia zaliczyły też postacie z poprzednich serii m.in. Minerva z Super-God Masterforce czy Perceptor i Wheeljack z oryginalnej serii Transformers.

### Autoboty
Oddział Brainmasters
- Star Saber/Victory Saber (później, połączona forma z Victory Leo)
- Blacker
- Braver
- Laster
- Road Ceaser (forma połączona Blackera, Bravera i Lastera)

Multiforce
- Wingwaver
- Dashtacker
- Machtackle
- Landcross (forma połączona oddziału Multiforce)

Oddział Rescue
- Holi
- Boater
- Fire
- Pipō

Inni
- Galaxy Shuttle
- Greatshot
- God Ginrai (później odrodzony jako Victory Leo)
- Victory Leo (odrodzony God Ginrai)
- Wheeljack
- Perceptor
- Minerva

### Decepticony
Oddział Breastforce
- Deathsaurus
- Leozack
- Hellbat
- Guyhawk
- Drillhorn
- Killbison
- Jallguar
- Liokaiser (forma połączona oddziału Breastforce, za wyjątkiem Deathsaurusa)
- Deathcobra

Oddział Dinoforce
- Goryu
- Doryu
- Gairyu
- Kakuryu
- Rairyu
- Yokuryu
- Dinoking (forma połączona oddziału Dinoforce)

Inni
- Black Shadow
- Blue Bacchus

### Postacie ludzkie
- Jan Minakaze
- Illumina

## Obsada
- Takeshi Aono — Deathsaurus
- Miyoko Aoba — Clipper
- Miyako Endō — Jan Minakaze
- Yukari Fujiwara — Cathy
- Banjō Ginga — Ojciec Clumpa
- Daisuke Gōri — Dinoking, Goryu
- Masato Hirano — Drillhorn, Kakuryu, Doktor Minakaze
- Yoshikazu Hirano — Dashtacker, Waver
- Shingo Hiromori — Laster, Galaxy Shuttle
- Masashi Hironaka — Doryu, Landcross, Narrator, Wing, Wingwaver
- Aya Hisakawa — Boater, Joyce
- Michihiro Ikemizu — Greatshot
- Hirohiko Kakegawa — Bartender, Braver, Jallguar, Yokuryu
- Kuniko Oguchi — Matka Jana
- Tomoko Maruo — Fire, Minerva, Rami
- Yūji Mikimoto — Black Shadow
- Yuka Nagamine — Matka
- Keiichi Nanba — Leozack, Liokaiser, Lionbreast
- Tomomichi Nishimura — Deathcobra
- Masaya Onosaka — Observation B
- Hōchū Ōtsuka — Guyhawk
- Osamu Saka — Raikuru
- Chie Satō — Sam
- Masaharu Satō — Perceptor, Frank, Mayor Burns
- Yūki Satō — Dash, Gairyu, Mach, Machtackle
- Shinobu Satouchi — Rairyu, Tackle, Waver, Wheeljack
- Yoku Shioya — Hellbat
- Hiroshi Takemura — Ginrai, Victory Leo
- Masaya Taki — Tom
- Hideyuki Tanaka — Star Saber/Victory Saber
- Kazumi Tanaka — Killbison, Deceptikon więzień
- Ryōichi Tanaka — Blue Bacchus, inżynier kopalni
- Yumi Tōma — Clump, Illumina
- Kyōko Tongū — Holi
- Kōji Totani — Blacker, Road Caesar
- Noriko Uemura — Clump
- Reiko Yamada — Dyrektorka Mayville
- Hinako Yoshino — Pīpō

## Odcinki
1. "The Brave Hero of the Universe – Star Saber"
2. "Sneak Attack! Dinoking"
3. "Attack! Leozack"
4. "Unite! Multiforce"
5. "Move Out! Rescue Team"
6. "Infiltration... The Uranium Mine"
7. "Explosion!! The Energy Base"
8. "Big City – Underground Terror"
9. "Clash!! Two Great Heroes"(-)
10. "The New Warrior – Hellbat"
11. "Attack the Shuttle Base!!"
12. "Tanker Hijack Operation"
13. "Move Out!! Breastforce"(-)
14. "Rescue Jan!!"
15. "Mach and Tackle"
16. "A Fierce Battle!! The Asteroid"
17. "Planet Micro – The Mysterious Warrior"
18. "Rescue! Guyhawk"
19. "Unite! Liokaiser"
20. "Assemble! Combiner Warriors"(-)
21. "Resurrection!? The Decepticon Fortress"
22. "Battle Up of Wrath!!
23. "Fight to the Death!! Antarctic Battle"
24. "Crisis! Ambush in the Desert"
25. "A Deadly Battle"
26. "Ginrai Dies!!"
27. "Fight!! Victory Leo"
28. "Ultimate Crisis!! Autobots"(-)
29. "Awaken! Victory Leo"
30. "The Tide Is Turned! The Ultimate Weapon, the Victory Unification"
31. "Jan – Defend the Campus!!"
32. "A Mystery?! The Deception of the Base Bombs"
33. "The Death-Bringing Speace Insects!!"
34. "The Strongest Victory Saber"(-)
35. "The Terror of the Giant Tidal Waves"
36. "The Wrath of the Resurrected Giant Fortress!"
37. "Showdown! The Fortress vs the Victory Unification"
38. "Autobots Forever"(-)
39. "Radiant! Victorious Planet"(-)
40. "The Emperor of Destruction Wins!"(-)
41. "SOS! Global Defense Directive"(-)
42. "Micromasters!"(-)
43. "Victory Attack of Friendship!"(-)
44. "Echo Across the Galaxy! Bell of Love!!"(-)

(-) – klipy

## Wersje językowe
Serial ten, podobnie jak dwie wcześniejsze serie został zdubbingowany na język angielski w Hongkongu na początku lat 90. przez firmę Omni Productions, pierwotnie do emisji na malezyjskim kanale RTM-1, później na singapurskiej Star TV, gdzie zyskał większy rozgłos. Dodatkowe pierwsze sześć klipów również zostało zdubbingowanych. Czołówka Transformers: Victory (z angielskim tytułem) została wykorzystana do wszystkich trzech serii i emitowane były one pod zbiorczą nazwą "Transformers Takara". Dubbing ten jest znany z racji na liczne błędy w tłumaczeniu, przeinaczenie wielu imion bohaterów i grę aktorską. Przed 1995 r. dubbing ten został zakupiony przez Sunbow Productions, które było właścicielem praw do oryginalnej serii Transformers. W przypadku Victory większość imion bohaterów pozostała bez zmian z kilkoma wyjątkami (np. Deathsaurus został nazwany Deathsanras, Blacker Roader itp.), natomiast członkowie oddziału Dinoforce otrzymali imiona figurek Monster Pretenders, a Rescue Team zostało ochrzczone po modelach z serii Micormasters (choć Holi, bazujący na postaci o imieniu Stake Out został nazwany Fix It - inny członek tego samego oddziału Micromasters). Dodatkowo 26 z 38 odcinków zostało ponownie zdubbingowane na angielski w 2004 roku przez TfCog, które stworzyło również własny anglojęzyczny dubbing do Transformers: Zone. Mimo żądań wielu fanów, seria nigdy nie została oficjalnie wydana z dubbingiem w USA ze względu na niską jakość tłumaczenia.

## Wydania na DVD
Transformers: Victory zostało wydane na DVD w Wielkiej Brytanii przez Metrodome Entertainment 26 grudnia 2006 r. jako trzecia część "The Takara Collection". Przedtem odcinki "Star Saber, Hero of the Universe!" i "Muiltiforce, Combine!" pojawiły się na wydanej przez Metrodome kompilacji DVD Cult Sci-Fi Legends, która została wydana 5 czerwca 2006 roku. W 2008 r. Madman Entertainment wydało serial na DVD w Australii.
28 sierpnia 2012 roku Shout! Factory wydało serial na DVD w USA z oryginalnym japońskim dubbingiem i angielskimi napisami.